# Alchemilla oscensis
Alchemilla oscensis é uma espécie de rosácea do gênero Alchemilla, pertencente à família Rosaceae.